# ブタバナアナグマ
ブタバナアナグマ（英名：hog-badger）は、哺乳綱食肉目イタチ科アナグマ亜科ブタバナアナグマ属（Arctonyx）に分類される構成種の総称。以前は東南アジアに生息するブタバナアナグマArctonyx collarisのみでブタバナアナグマ属を構成するとされていたが、2008年にA. albogularis・A. collaris・A. hoeveniiの3種に分割する説が提唱された。

## 特徴
体長55-70cm、尾長12-17cm。顔は細長く、ブタのような口吻を持つ。東南アジアの低地ジャングルなどに生息し、鼻面で林床を掘ってエサを探す。食物は季節によって変わるが、果実、塊茎、小動物など。

## 分類
現生種は伝統的に1属1種と考えられてきたが、頭骨などの外部形態・地理・生態の比較から3種に分割することが提唱されている。以下の分類・英名は、Helgen et al. (2008) に従う。
- Arctonyx albogularis Northern hog-badger
- Arctonyx collaris  Greater hog-badger
- Arctonyx hoevenii Sumatran hog-badger